# The Moment of Truth
The Moment of Truth é o segundo álbum de estúdio Milli Vanilli. Foi publicado, na sua forma original, só na Europa. 
O álbum inclui as cantoras originais do primeiro álbum, mas com os cantores na capa, em vez de Fab Morvan e Rob Pilatus. Charles Shaw perdeu a capacidade de gravar este álbum Milli Vanilli depois de ter sido pago para o silêncio sobre o seu envolvimento com o primeiro álbum Milli Vanilli. 
The Moment of Truth deu origem a três singles, "Keep on Running", "Nice 'N' Easy" e "Too Late (True Love)". 

## Faixas
| N.º | Título                   | Duração |  |
| 1.  | "Keep on Running"        | 4:08    |  |
| 2.  | "Tell Me Where It Hurts" | 4:17    |  |
| 3.  | "Crazy Cane"             | 4:15    |  |
| 4.  | "When I Die"             | 4:26    |  |
| 5.  | "Body Slam"              | 2:26    |  |
| 6.  | "Nice 'N' Easy"          | 4:04    |  |
| 7.  | "Hard as Hell"           | 3:57    |  |
| 8.  | "In My Life"             | 3:50    |  |
| 9.  | "Too Late (True Love)"   | 3:53    |  |
| 10. | "The End of Good Times"  | 3:45    |  |
| 11. | "I'll Be Loving You"     | 3:30    |  |
| 12. | "Big Brother"            | 3:59    |  |

## Posições nas paradas musicais
| País - Parada Musical (1991) | Melhor posição |
| ---------------------------- | -------------- |
| Áustria - ARIA Charts        | 6              |
| Suíça - Swiss Charts         | 19             |